# Xã Kugler, Quận St. Louis, Minnesota
Xã Kugler (tiếng Anh: Kugler Township) là một xã thuộc quận St. Louis, tiểu bang Minnesota, Hoa Kỳ. Năm 2010, dân số của xã này là 175 người.